# Judith Widmer-Straatman
Judith Widmer Straatman, född 1922, död 2022, var en schweizisk kvinnorättsaktivist.
Hon var vice ordförande för Schweizerische Verband für Frauenstimmrecht (SVF) och aktivt involverad i införandet av kvinnlig rösträtt i Schweiz 1971.